# ماه زمین
ماه زمین، یک آبادی از توابع بخش کوهساران، شهرستان راور در استان کرمان ایران است.

## جمعیت
این آبادی در دهستان هروز قرار دارد و براساس سرشماری مرکز آمار ایران در سال ۱۳۹۵، خالی از سکنه دائم بوده‌است.